# وولکوو (شهرستان آئورگازینسکی، باشقیرستان)
وولکوو (به لاتین: Volkovo) یک منطقهٔ مسکونی در روسیه است که در باشقیرستان واقع شده‌است.